# Hello, Dolly! (Film)
Hello, Dolly! ist ein US-amerikanisches Filmmusical von Gene Kelly aus dem Jahr 1969 mit Barbra Streisand und Walter Matthau in den Hauptrollen. Es handelt sich um eine Verfilmung des gleichnamigen Broadway-Musicals von 1964.

## Handlung
Die Handlung spielt 1890: Die verwitwete Heiratsvermittlerin Dolly Levi fährt zu ihrem Klienten, dem unverheirateten „Halb-Millionär“ Horace Vandergelder, nach Yonkers, New York. Dort vermittelt sie ihm, den sie selber gerne für sich gewinnen möchte, ein Rendezvous mit der Hutmacherin Irene Molloy in New York City, zu dem er gleich aufbrechen soll. Nach seiner Abfahrt überredet Dolly die beiden Ladenangestellten Cornelius Hackl und Barnaby Tucker, die eigentlich während der Abwesenheit ihres Chefs das Geschäft hüten sollen, und Vandergelders Nichte Ermengarde und deren Verlobten Ambrose Kemper, ebenfalls mit ihr nach New York zu fahren, wo sie wie zufällig einen Besuch im Hutgeschäft von Irene Molloy arrangiert. Cornelius und Barnaby finden sofort Gefallen an Irene und ihrer Angestellten Minnie Fay, müssen sich aber verstecken, als Horace Vandergelder eintrifft.
Dolly setzt ihren Plan, sich Horace selbst zu schnappen, weiter in die Tat um und bestellt ihn für abends in das vornehme Lokal Harmonia Gardens, in dem sie bis zum Tod ihres Mannes als Stamm- und Lieblingsgast des Personals verkehrte. Die Rückkehr Dollys in ihr früheres Stammrestaurant verläuft triumphal, und sie überredet Horace, der sich nach ihrem Auftritt heimlich verdrücken will, mit ihr zu Abend zu essen.
Cornelius und Barnaby haben Irene und Minnie ebenfalls in das Harmonia Gardens eingeladen, müssen aber, wie auch Ermengarde und Ambrose, sehr bald feststellen, dass sie sich die gehobenen Preise dort nicht leisten können. Als sie versuchen, sich davonzuschleichen, werden sie von Horace Vandergelder entdeckt und zur Rede gestellt. Danach verlässt Horace wutentbrannt das Lokal, trifft draußen aber auf Dolly, die ihm zunächst sagt, er könne ihr mit seiner schrecklichen Griesgrämigkeit gestohlen bleiben und solle seine Zukunft von ihr aus mit seiner Registrierkasse verbringen. Sie fährt in der Kutsche ab und lässt einen verdutzten Horace Vandergelder zurück.
Am nächsten Tag fährt Dolly nochmals zu Horace nach Yonkers, bringt ihn dazu, seinen zwei Angestellten und seiner Nichte zu verzeihen, die nun mit ihren jeweiligen Partnern zusammen sein können, und gesteht Horace schlussendlich ihre Liebe. Dieser ist zwar überrascht, aber dem ganzen nicht abgeneigt, und willigt schließlich in eine Verbindung ein.
Der Film endet mit der Hochzeit von Dolly Levi und Horace Vandergelder.

## Kritiken
Für das Lexikon des internationalen Films war Hello, Dolly! „[a]ufwendig ausgestattet, brillant in der Choreografie, ganz bestimmt vom überschäumenden Spieltemperament Barbra Streisands“. Der Film habe zwar „einig[e] Längen“, sei aber dennoch „heiter-entspannende Unterhaltung, die sprühend gute Laune verbreitet“.
Der Evangelischer Filmbeobachter (Kritik Nr. 4/1970) beschrieb Hello, Dolly! als Filmmusical mit „ausgewogenen Farben […], brillanter Choreographie und […] der erstaunlichen Barbra Streisand in der Hauptrolle“. Abgesehen vom Titelsong sei allerdings „die Musik nur von mäßigem Einfallsreichtum“.

## Bemerkungen
Die deutsche Synchronstimme von Barbra Steisand ist die von Sabine Eggerth.

## Musiktitel
In der Verfilmung gibt es im Vergleich zur Bühnenfassung einige musikalische Änderungen. So wurde zum Beispiel der Titel „I Put My Hand In“ durch „Just Leave Everything to Me“ ersetzt.
- Call On Dolly
- Just Leave Everything to Me
- Main Titles (Overture)
- It Takes a Woman
- It Takes a Woman (Reprise)
- Put On Your Sunday Clothes
- Ribbons down My Back
- Dancing
- Before the Parade Passes by
- Elegance
- Love Is Only Love
- Hello, Dolly!
- It Only Takes A Moment
- So Long Dearie
- Finale

## Auszeichnungen
Academy Awards:
- Oscar für das beste Szenenbild
- Oscar für den besten Ton
- Oscar für die beste Musik in einem Musical
- Oscar-Nominierung für den besten Film
- Oscar-Nominierung für die beste Kamera
- Oscar-Nominierung für das beste Kostümdesign
- Oscar-Nominierung für den besten Schnitt

Golden Globe Awards:
- Nominierung als bester Film – Komödie/Musical
- Nominierung für Gene Kelly für die beste Regie
- Nominierung für Barbra Streisand als beste Schauspielerin – Komödie/Musical
- Nominierung für Marianne McAndrew als beste Nebendarstellerin
- Nominierung für Marianne McAndrew als beste Nachwuchsdarstellerin

Britischer Filmpreis:
- Nominierung für Barbra Streisand als beste Hauptdarstellerin
- Nominierung für John DeCuir für das beste Szenenbild
- Nominierung für Harry Stradling senior für die beste Kamera

## Vorkommen in anderen künstlerischen Werken
In dem Animationsfilm WALL·E von Pixar ist die Hauptfigur WALL·E von dem Film so begeistert, dass er während seiner Arbeit das Lied Put On Your Sunday Clothes hört.
In seiner Unterkunft schaut er sich manchmal über ein Vergrößerungsglas einige Teile des Films auf einem iPod an. Wenn ihm ein Lied oder eine Stelle des Films gefällt, nimmt er es über sein internes Diktiergerät auf und spielt es bei Bedarf ab.
Die Musik des Films Hello Dolly (besonders das Lied Put On Your Sunday Clothes) spielt in dem Film WALL·E hin und wieder eine Rolle:
- Der Captain des Schiffes Axiom wird durch das Lied Put On Your Sunday Clothes und die dazugehörige Tanzszene endgültig davon überzeugt, zur Erde zurückzukehren.
- Die Roboter von der Reparaturstation verbinden das Lied mit WALL-E, ihrem Retter aus der Gefangenschaft. Außerdem wird es sozusagen zum Revolutionslied der ausrangierten Roboter.
- Titelmusik ganz am Anfang.